# Fuerte San Antonio
El Fuerte San Antonio es una fortificación creada por los españoles en Puerto Rico con el propósito de fortificar el Puente de San Antonio, de gran importancia estratégica. Se encuentra al Sureste del Fuerte San Jerónimo. En 1568 comienza la construcción de un puente que une la isleta de San Juan, de unos 4,42 kilómetros de largo, con la isla de Puerto Rico. La construcción de esa sección se realiza en madera, con una puerta, y una caseta de vigilancia con guarnición permanente.
En 1776 se sustituye el puente fortificado de San Antonio por una estructura reforzada nueva por Tomás O'Daly, que es de nuevo remodelada en 1783 por Juan Francisco Mestre. Se reforzará además la cabeza del puente por Ignacio Mascaró y Homar en 1796. Tanto el fuerte de San Jerónimo como las instalaciones fortificadas del puente de San Antonio fueron fundamentales para repeler el ataque inglés de 1797 dirigido por Sir Ralph Abercombry con un ejército que pretendía sitiar la isla. La batería del puente de San Antonio sufrió mucho deterioro por los impactos de los cañones enemigos. Los parapetos de dicha fortaleza protagonizaron un episodio de heroísmo cuando los milicianos Mauricio Rosario y Tomás Villanueva evitaron la explosión de granadas en el fortín.
Fue ordenada una reconstrucción y reforma que fue completada en el 1800, y se añadió una batería de dos cañones en la parte superior del fortín. En tiempos de paz el emplazamiento era usado como establecimiento de control fronterizo del ganado que los rancheros traían a la ciudad y para el respectivo pago de impuestos. En 1894 el gobernador Antonio Dabán ordena demoler todo el complejo para construir un puente metálico y actualmente solo quedan unas troneras junto al actual puente de hormigón armado construido en 1925.